# Васбюттель
Васбюттель (нем. Wasbüttel) — община в Германии, в земле Нижняя Саксония.
Входит в состав района Гифхорн. Подчиняется управлению Изенбюттель. Население составляет 1891 человек (на 31 декабря 2010 года). Занимает площадь 6,51 км².
| Год  | Население |
| ---- | --------- |
| 1990 | 1328      |
| 1995 | 1635      |
| 2000 | 1756      |
| 2005 | 1955      |
| 2010 | 1908      |